# Palangerd (ort i Kermanshah)
Palangerd (persiska: پلنگ گرد, پلنگرد) är en ort i Iran.   Den ligger i provinsen Kermanshah, i den västra delen av landet, 500 km väster om huvudstaden Teheran. Palangerd ligger 1 329 meter över havet och antalet invånare är 634.
Terrängen runt Palangerd är platt västerut, men österut är den kuperad. Runt Palangerd är det ganska tätbefolkat, med 60 invånare per kvadratkilometer. Närmaste större samhälle är Ḩomeyl, 3,3 km sydväst om Palangerd. Omgivningarna runt Palangerd är i huvudsak ett öppet busklandskap.